# Garda Rusă
Unitățile de Gardă (în limba rusă: гвардейские части, gvardeiskiye ceasti) este numel sub care sunt cunoscute unitățile militare de elită din Imperiul Rus, Uniunea Sovietică și Federația Rusă. Tradiția acestor unități datează din timpul gărzilor de corp (drujina) a cnejilor Rusiei Kievene și a strelților lui Ivan cel Groaznic. Sensul exact al termenului „de Gardă” a variat de-a lungul timpului. 

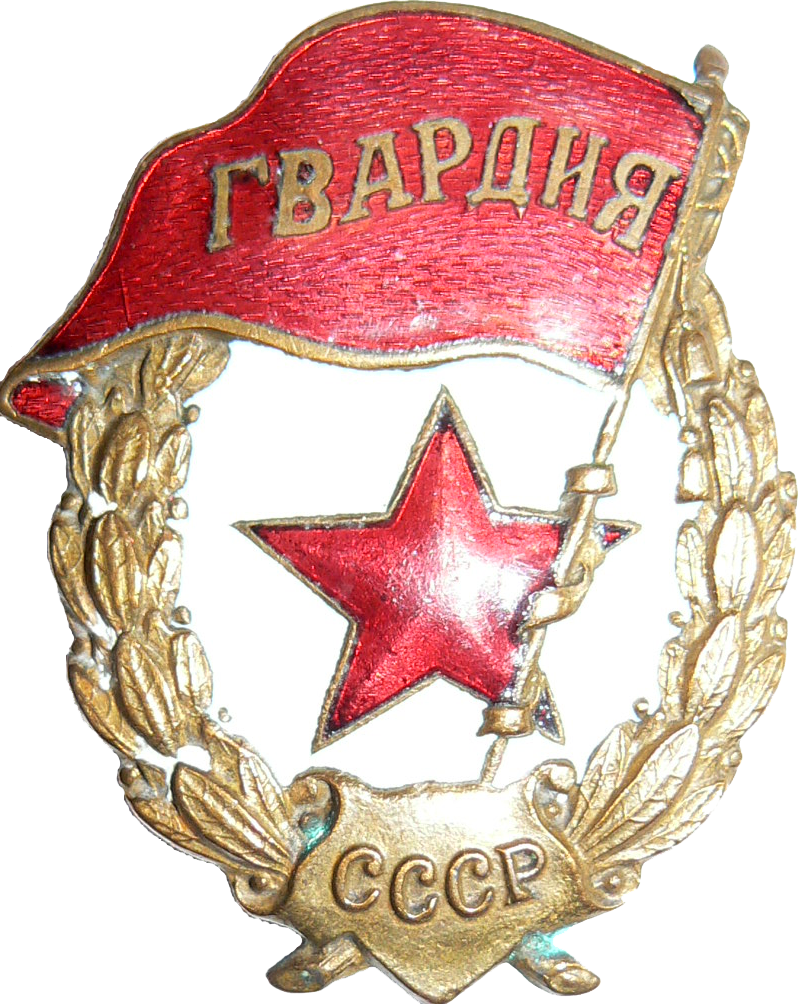
Insigna sovietică „de Gardă” (1941)
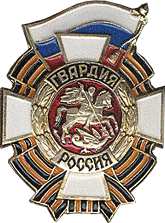
Insigna unităţilor de Gardă ale Federaţiei Ruse
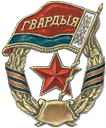
Insigna unităţilor de Gardă ale Belarusului
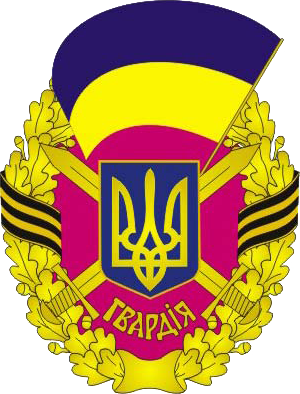
Insigna unităţilor de Gardă ale Ucrainei